# 格蘭特大廈
格蘭特大廈（The Grant，前名為One Museum Park West）是一棟位於美國伊利諾州芝加哥近南區的住宅摩天大樓，建築高度為181公尺（594英尺），共54樓。大樓旁為另一棟住宅摩天大樓博物館公園1號。

## 外部連結
- Official website
- Emporis listing （页面存档备份，存于）
- Prairie District Neighborhood Alliance website （页面存档备份，存于）
- Google Earth Model （页面存档备份，存于）